# 托揚扎分區 (加利福尼亞州)
托揚扎分區（英語：Toyanza Subdivision）是位於美國加利福尼亞州卡拉韋拉斯縣的一個非建制地區。該地的面積和人口皆未知。

## 地理
托揚扎分區的座標為38°11′16″N 120°40′19″W / 38.18778°N 120.67194°W，而該地的平均海拔高度為341米（即1119英尺）。